# Greg Gantt
Gregory Robert Gantt (nacido el 12 de noviembre de 1991 en Gainesville, Florida), es un jugador de baloncesto con doble nacionalidad estadounidense y española que actualmente pertenece a la plantilla del Club Bàsquet Sant Antoni, equipo de Segunda FEB.

## Carrera deportiva

### Universidad
Se formó en la Universidad de Florida Atlantic de la NCAA I, siendo considerado uno de los escoltas más prometedores de la generación que salió esa temporada de la liga universitaria (sus números en su última campaña en NCAA donde firmó 21,2 puntos, 4,2 rebotes y 1,4 asistencias por partido).

### Profesional
Posteriormente recaló en los Austin Toros (D-LEAGUE) promediando 8,5 puntos en la 2013/14 y bajando a 2,5 en la 2014/15. En el mercado de invierno recaló en el Palencia de la Leb Oro, logrando unos promedios de 9,3 puntos durante la liga regular.
En la temporada 2015-16 estuvo formando parte de varios combinados estadounidenses participando en giras por Asia.
En verano de 2016, refuerza la línea exterior del Zornotza Saskibaloi Taldea durante la temporada 2016/17.  Durante su estancia en el equipo vasco, Gregg ha promedió 17,2 puntos por partido, en 29 minutos en pista, lo que le ha valió para liderar la clasificación de anotadores de la competición, pero en el mes de noviembre abandona la Liga LEB Plata para jugar en LEB Oro en el Peñas Huesca. Termina la temporada con medias de 10.1 puntos.
En julio de 2017 se confirma su fichaje por el Club Baloncesto Ciudad de Valladolid, recién ascendido a la Leb Oro. En la temporada 2017-18 registra 11.7 puntos y un 44% en tiros de tres.
En la temporada 2018-19 en las filas del Club Baloncesto Ciudad de Valladolid, el escolta floridano jugó una media de 24 minutos por partido y firmó grandes números, sobre todo en el apartado anotador: 11,3 puntos (45,9% de tiros de campo), 1,4 rebotes y 0,6 asistencias para registrar un total de 6,6 créditos de valoración.
No pudo iniciar la temporada 2019-20 debido a una grave lesión en su muñeca izquierda. Una vez completada su recuperación, firmó con el Club Baloncesto Ciudad de Ponferrada de LEB Plata, con el que únicamente disputó tres partidos con una media de 14 minutos y siete puntos por encuentro antes de la conclusión prematura de la liga debido a la pandemia de coronavirus. 
En julio de 2020 se confirma su regreso al Club Baloncesto Ciudad de Valladolid de la Liga LEB Oro para disputar la temporada 2020-21, en la que debido a diversas lesiones únicamente disputó 18 encuentros con medias de 3.1 puntos.
El 31 de julio de 2021 firma con el Club Ourense Baloncesto de la Liga LEB Plata. Completa la temporada 2021-22 logrando el ascenso de categoría y promediando 10.9 puntos y un 50% de acierto desde más allá de la línea de tres puntos.
El 27 de julio de 2022 firma por el Real Valladolid Baloncesto de la Liga LEB Oro, contribuyendo con 5.6 puntos por encuentro en los 39 que disputó.
En la temporada 2023/24 se incorpora al Cáceres Patrimonio de la Humanidad, también de LEB Oro. Disputó 33 partidos y acreditó un promedio de 9.5 puntos.
En junio de 2024 se anuncia su fichaje por el Club Bàsquet Sant Antoni, equipo de Segunda FEB (nueva denominación de la Liga LEB Plata).